# Theridion saropus
Theridion saropus là một loài nhện trong họ Theridiidae.
Loài này thuộc chi Theridion. Theridion saropus được Tord Tamerlan Teodor Thorell miêu tả năm 1887.